# Dolophones
Dolophones is een geslacht van spinnen uit de  familie van de wielwebspinnen (Araneidae).

## Soorten
- Dolophones bituberculata Lamb, 1911
- Dolophones clypeata (L. Koch, 1871)
- Dolophones conifera (Keyserling, 1886)
- Dolophones elfordi Dunn & Dunn, 1946
- Dolophones intricata Rainbow, 1915
- Dolophones macleayi (Bradley, 1876)
- Dolophones mammeata (Keyserling, 1886)
- Dolophones maxima Hogg, 1900
- Dolophones nasalis (Butler, 1876)
- Dolophones notacantha (Quoy & Gaimarg, 1824)
- Dolophones peltata (Keyserling, 1886)
- Dolophones pilosa (Keyserling, 1886)
- Dolophones simpla (Keyserling, 1886)
- Dolophones testudinea (L. Koch, 1871)
- Dolophones thomisoides Rainbow, 1915
- Dolophones tuberculata (Keyserling, 1886)
- Dolophones turrigera (L. Koch, 1867)